# Back For Good
Back For Good ("Volvimos para quedarnos") es el séptimo álbum de Modern Talking y el más exitoso, editado en el año 1998 tras la vuelta del grupo. El álbum vendió 10 millones de copias alrededor del mundo, convirtiéndose en el álbum que más ha vendido en la historia del dúo alemán. El álbum consta de 18 temas en los cuáles, 11 de ellos son samplers de sus viejos éxitos remezclados con bases modernas, 2 temas originales ("You're My Heart, You're My Soul" y "You Can Win If You Want") y 4 temas totalmente nuevos, más 1 mix de sus éxitos número 1.
En 2018, con motivo del 20 aniversario del lanzamiento del álbum en Alemania, fue relanzado en Polonia en formato LP por tiempo limitado. Además de incluir las canciones ya mencionadas, incluye también una versión rap de "You're My Heart, You're My Soul (New Version)", siendo mayormente interpretado por Eric Singleton.

## Producción Detalles
- Dieter Bohlen: Producción, composición, arreglos, coros, voces de fondo
- Luis Rodríguez: Coproducción
- Thomas Anders: Vocalista, coros
- Rolf Köhler: voces de fondo, coros
- Michael Scholz: coros
- Detlef Wiedeke: coros
- Birger Corleis: coros
- Eric Singleton: Rap

## Oro y Platino
- Europa, Letonia y Suecia 3x Disco Platino
- Alemania, Suiza, República Checa, Hungría, Malasia, Singapur, Chile, Argentina, 2x Disco Platino
- Polonia, Austria, Bélgica, Finlandia, Francia, España Disco Platino
- Holanda, Grecia Disco de Oro

## Posición en listas de éxitos
- #1 en Alemania, Finlandia, Suecia, Argentina, Grecia, Noruega, Suiza, Austria, Turquía, Sudáfrica, Hungría, Estonia, Eslovaquia, República Checa, Croacia, Polonia, Malasia, Letonia.
- #2 en World Sales, Francia, Bélgica, Dinamarca.
- #3 Holanda
- #4 Taiwán
- #6 España
- #7 Portugal
- #9 Italia
- #15 Israel

## Lista de canciones
| #   | Título                                                                                     | Tiempo |
| --- | ------------------------------------------------------------------------------------------ | ------ |
| 1.  | "You're My Heart, You're My Soul (New Version)" (Dieter Bohlen)                            | 3:47   |
| 2.  | "Brother Louie (New Version)" (Dieter Bohlen)                                              | 3:36   |
| 3.  | "I Will Follow You" (Dieter Bohlen)                                                        | 3:56   |
| 4.  | "Cheri Cheri Lady (New Version)" (Dieter Bohlen)                                           | 3:00   |
| 5.  | "You Can Win If You Want (New Version)" (Dieter Bohlen)                                    | 3:25   |
| 6.  | "Don't Play With My Heart" (Dieter Bohlen)                                                 | 3:23   |
| 7.  | "Atlantis Is Calling (New Version)" (Dieter Bohlen)                                        | 3:20   |
| 8.  | "Geronimo's Cadillac (New Version)" (Dieter Bohlen)                                        | 3:02   |
| 9.  | "Give Me Peace On Earth (New Version)" (Dieter Bohlen)                                     | 4:08   |
| 10. | "We Take The Chance" (Dieter Bohlen)                                                       | 3:59   |
| 11. | "Jet Airliner (New Version)" (Dieter Bohlen)                                               | 3:51   |
| 12. | "Lady Lai (New Version)" (Dieter Bohlen)                                                   | 4:56   |
| 13. | "Anything Is Possible" (Dieter Bohlen)                                                     | 3:36   |
| 14. | "In 100 Years (New Version)" (Dieter Bohlen)                                               | 3:53   |
| 15. | "Angie's Heart (New Version)" (Dieter Bohlen)                                              | 3:28   |
| 16. | "You're My Heart, You're My Soul (Original No.1 Mix '84)" (Dieter Bohlen)                  | 3:10   |
| 17. | "You Can Win If You Want (Original No.1 Mix '84)" (Dieter Bohlen)                          | 3:40   |
| 18. | "No. 1 Hit Medley" (Dieter Bohlen)                                                         | 7:03   |
| 19. | "You're My Heart, You're My Soul (Modern Talking Mix '98)" (Dieter Bohlen, Eric Singleton) | 3:18   |

La canción número 19 solo está presente en la versión en LP de este álbum que fue relanzado en Polonia por tiempo limitado debido al 20 aniversario del lanzamiento del álbum en Alemania.